# 松平容住
松平 容住（まつだいら かたおき）は、江戸時代後期の大名。陸奥国会津藩6代藩主。官位は従四位下・侍従兼若狭守、肥後守。会津松平家6代。

## 生涯
松平容詮（3代藩主松平正容の九男・容章の長男）の長男として誕生。
寛政元年（1789年）、侍従兼若狭守に叙任。先代で5代藩主・松平容頌の養子となっていた父が家督相続前に死去したため、文化2年（1805年）の容頌の死後に跡を継いだ。  
容頌と同じく田中玄宰を登用して改革を行なおうとしたが、就任して1年足らず（在任5か月）の同年12月に28歳で死去し、跡を次男・容衆が継いだ。

## 系譜
父母
- 松平容詮（父）
- 鈴木氏 ー 側室（母）

正室
- 謙 ー 井伊直幸の娘

側室
- 石川氏
- 白岩氏

子女
- 松平容衆（次男）生母は石川氏（側室）

養子
- 松平容敬 ー 公式上は三男だが実は松平義和の三男